# Thorn EMI Wren
Thorn EMI WREN (WREN) је био преносиви рачунар фирме Thorn EMI који је почео да се производи у Уједињеном Краљевству током 1984. године.
Користио је Zilog Z80 A микропроцесорску јединицу а РАМ меморија рачунара је имала капацитет од 64 kb до 256 kb. 
Као оперативни систем кориштен је CP/M.

## Детаљни подаци
Детаљнији подаци о рачунару WREN су дати у табели испод.
|                       |                                                                                             |
| [ 1 ]                 |                                                                                             |
| Произвођач            |                                                                                             |
| Тип                   | преносиви рачунар                                                                           |
| Меморија              | 64 (до 256 )                                                                                |
| Поријекло             | Уједињено Краљевство                                                                        |
| Година                | 1984                                                                                        |
| Тастатура             | тастатура са пуним помаком тастера, са 5 функцијских тастера и тастерима смјера, 67 тастера |
| Процесор              |                                                                                             |
| Фреквенција процесора | 6                                                                                           |
| RAM                   | 64 (до 256 )                                                                                |
| ROM                   | 8                                                                                           |
| Текст                 | 80 x 25 / 40 x 25                                                                           |
| Графика               | 512 x 256                                                                                   |
| Боја                  | монохроматски уграђени монитор                                                              |
| Звук                  | непознато                                                                                   |
| Димензије             | 235 x 420 x 470 / 12                                                                        |
| Портови               |                                                                                             |
| Оперативни систем     |                                                                                             |